# Santuario di San Paolo (Aurigo)
Il santuario di San Paolo apostolo è un luogo di culto cattolico situato nella località di San Paolo, in via Paolo VI, nel comune di Aurigo in provincia di Imperia.

## Storia e descrizione

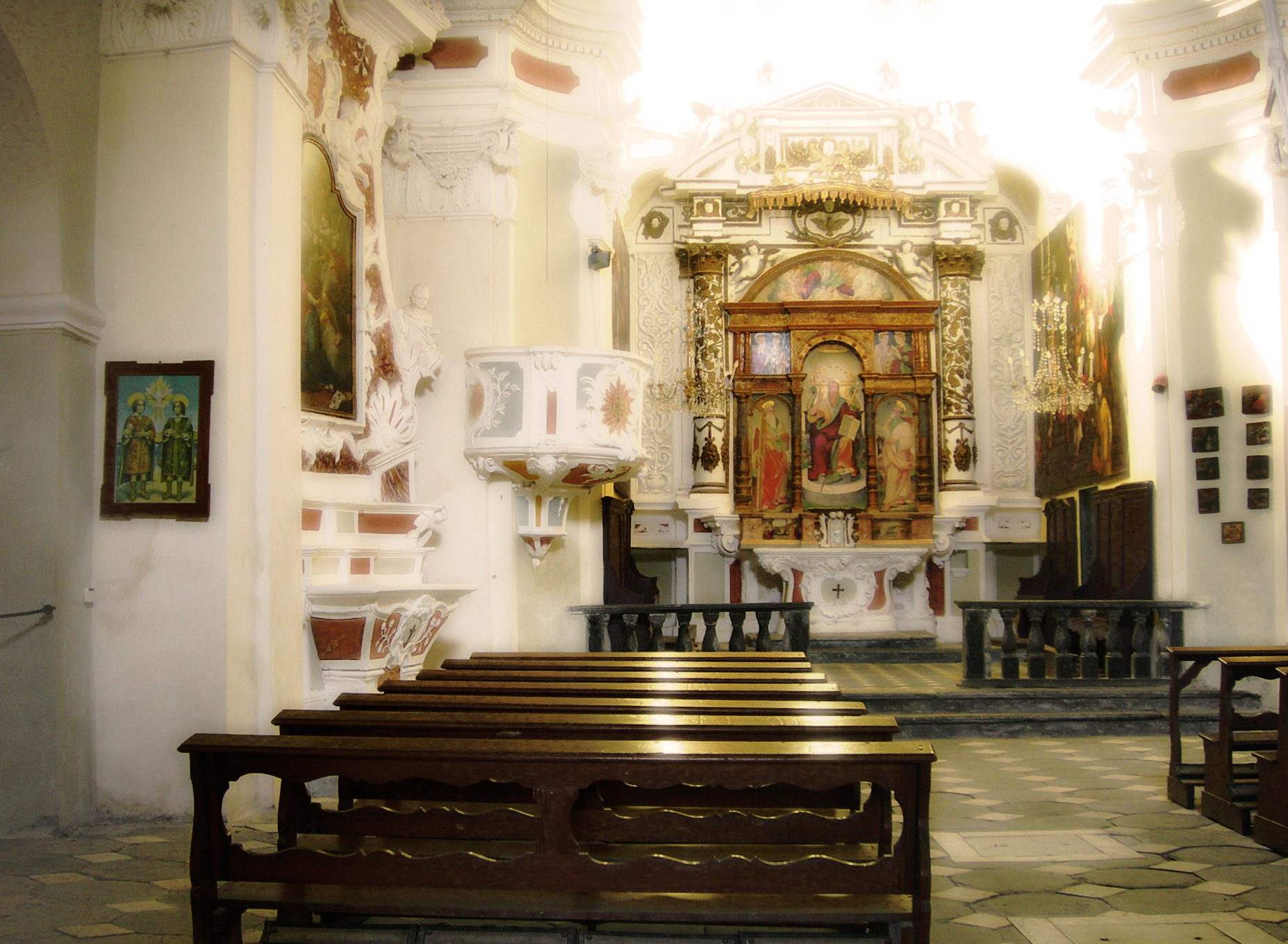
Particolare dell'interno

Sito poco distante dal centro abitato, risale al Medioevo, ma oggetto di una complessa ricostruzione del tardo Cinquecento: ne sono la prova la cupola ottagonale che sovrasta l'abside, in stile rinascimentale, e il portale monumentale del 1604.
L'inconsueta linea rinascimentale ed i successivi rifacimenti in epoca barocca (secondo i dettami della riforma conciliare tridentina), portarono alla radicale ristrutturazione dell'originario santuario romanico, di cui restano i frammenti delle colonne e dei capitelli ancora presenti sul sagrato.
All'interno è conservata una collezione di quadri di rilievo: un pregiato polittico del 1569 di Giulio De Rossi raffigurante San Paolo tra i santi Andrea e Pietro, recentemente restaurato; le tele, site negli altari laterali, dell'Annunciazione e della Crocifissione, realizzate intorno al 1770 da Francesco Carrega; le Tentazioni di san Paolo ed il Rapimento al Terzo Cielo, dipinti nel 1767 da G. M. Scarella di Carpasio; la Decollazione e la Conversione, ai lati del polittico del De Rossi, di autore ignoto ma risalenti con ogni probabilità al XVII secolo.